# Big Trouble (film, 1986)
Pour les articles homonymes, voir Big trouble.
Pour plus de détails, voir Fiche technique et Distribution.
Big Trouble est un film américain réalisé par John Cassavetes, sorti en 1986.

## Synopsis
Leonard Hoffman, courtier en assurances, n'a pas les moyens financiers d'envoyer ses enfants à l'Université Yale. Convoqué dans une luxueuse propriété de Beverly Hills par Blanche Rickey, il décide d'établir une assurance frauduleuse et lui vend une assurance vie très spéciale...

## Fiche technique
- Titre : Big Trouble
- Réalisation : John Cassavetes
- Scénario : Andrew Bergman, crédité sous le pseudonyme de Warren Bogle
- Musique : Bill Conti
- Photographie : Bill Butler
- Montage : Donn Cambern & Ralph E. Winters
- Production : Mike Lobell (non crédité)
- Société de production : Columbia Pictures Corporation & Delphi III Productions
- Société de distribution : Columbia Pictures
- Pays :  États-Unis
- Langue : Anglais
- Format : Couleur - Stéréo - 35 mm - 1.85:1
- Genre : Comédie
- Durée : 93 min
- Date de sortie : 30 mai 1986

## Distribution
- Peter Falk (VF : Serge Sauvion) : Steve Rickey
- Alan Arkin : Leonard Hoffman
- Beverly D'Angelo (VF : Sylvie Feit) : Blanche Rickey
- Charles Durning : O'Mara
- Robert Stack : Winslow
- Paul Dooley : Noozel
- Valerie Curtin : Arlene Hoffman
- Richard Libertini : Dr. Lopez
- Steve Alterman : Peter Hoffman
- Jerry Pavlon : Michael Hoffman
- Paul La Greca : Joshua Hoffman
- Jaime Sánchez : le chef des terroristes

## Autour du film
- Au moment où le film devait entrer en production, les dirigeants de Columbia apprennent qu'il ne peut pas être tourné sans l'autorisation des studios Universal ; le service juridique a déterminé que Big Trouble est un remake de Assurance sur la mort (1944), dont les droits sont la propriété de ce dernier studio. Frank Price, alors à la direction d'Universal, et qui a auparavant dirigé les studios Columbia, se révèle toutefois prêt à donner à Columbia les droits de remake de Double Indemnity, mais à la condition que les têtes dirigeantes de Columbia accordent à Universal les droits de production sur un script de science-fiction qui a attiré son attention et sur lequel la direction actuelle de Columbia veut maintenir son emprise. En dépit des résistances, la transaction se conclue et sera couronné de succès. Columbia parvient à produire Big Trouble et à éviter des pertes sur les contrats déjà signés avec, notamment, les acteurs, tandis que le film de science-fiction cédé à Universal marquera l'histoire. Ce film : Retour vers le futur (1985)[1].
- John Cassavetes remplace Andrew Bergman, d'abord pressenti à la réalisation, car ce dernier se désiste dans les tout derniers moments qui précèdent le tournage. Peter Falk, acteur fétiche et ami de l'acteur-réalisateur, saute sur l'occasion et demande personnellement à Cassavetes de venir se coiffer de la casquette de metteur en scène. Bien que très réticent à l'idée de tourner un film dont il n'avait écrit le script, Cassavetes accepte finalement. Bergman, également auteur du scénario et vexé que son nom disparaisse du générique, obtint néanmoins de la production d'être crédité au générique par un pseudonyme.
- Le film fait clairement référence au film de Billy Wilder Assurance sur la mort sorti en 1944.

## Anecdote
- Peter Falk, Alan Arkin et Richard Libertini se retrouvent 7 ans après Ne tirez pas sur le dentiste d'Arthur Hiller.